# The Kyiv Independent
The Kyiv Independent — англійськомовне українське ЗМІ, засноване в листопаді 2021 року колишніми співробітниками Kyiv Post та медіа-консалтингової компанії Jnomics Media. Інтернет-газета також активна в Твіттері.

## Заснування
У жовтні 2021 року у співробітників Kyiv Post виникли суперечки з власником газети щодо редакційної незалежності. Власник Аднан Ківан остаточно закрив газету та звільнив співробітників редакції. Після цього колишня редакція Kyiv Post заснувала The Kyiv Independent. Це було зроблено за допомогою екстреного гранту від Європейського фонду за демократію.
30 із 50 звільнених співробітників редакції Kyiv Post заснували The Kyiv Independent через три дні після її закриття, 11 листопада 2021 року. Видання публічно оголосили 15 листопада, а перший номер з’явився 22 листопада. Станом на 25 листопада його обліковий запис Patreon налічував вже 500 передплатників, на початку грудня – 655 передплатників, які спільно вносили 10.000 доларів на місяць.
Команда редакторів і журналістів об’єдналася з медіаменеджером Jnomics Media, київської та лондонської консалтингової компанії, заснованої 17 квітня 2019 року Якубом Парусінським та Дариною Шевченко, які працювали в Kyiv Post з 2011 по 2017 рік. Команда одноголосно обрала Ольгу Руденко, колишню заступницю головного редактора Kyiv Post, головною редакторкою нового видання, хоча Руденко тоді навчалася в Чиказькому університеті. Генеральним директором і фінансовим директором нової компанії стали Дарина Шевченко, партнер Jnomics Media, і Якуб Парусінський, керівний партнер цієї консалтингової фірми.
У перший день команда запустила свій перший редакційний продукт — щоденний інформаційний бюлетень «Ukraine Daily», який з того часу потрапляє у теку «Вхідні» передплатників п’ять днів на тиждень. В ранніх стрічках новин домінували детальні повідомлення про нарощування російських військ на кордонах України. Руденко зазначила, що «колонки з думкою аналізують мотиви Володимира Путіна та реакцію Заходу, а політика та корупція залишаються постійним контентом». Руденко  додала, що Україні потрібні якісні новинні портали, як тодішній Kyiv Post, «щоб протидіяти російському наративу».
The Kyiv Independent отримав надзвичайну допомогу від уряду Канади у розмірі 200 тис. канадських доларів. Директорка Програми розвитку України в Посольстві Канади в Києві Ешлі Малруні зазначила, що грант, наданий через Європейський фонд демократії, є «частиною ширшої канадської підтримки вільних ЗМІ та демократизації в Україні».
Основними джерелами фінансування видання стали пожертви та доходи від читачів. На початку лютого 2022 року видання почало розміщувати рекламу й опублікувало на своєму сайті перші комерційні статті. Проте війна Росії проти України та її економічний вплив зупинили всю комерційну діяльність.
Спільнокошт зараз є основним джерелом фінансування газети. Станом на 21 березня 2022 року, на тлі російського вторгнення в Україну, кампанія Independent GoFundMe досягла понад 1,4 мільйона фунтів стерлінгів.
The Kyiv Independent зобов’язався частково належати своїм журналістам і заявив, що не буде «служити багатому власнику чи олігарху».
Газета вважає роботу в соціальних мережах важливим напрямком, адже спеціальна команда соціальних мереж приїжджає як з України, так і з-за кордону. «У нас працюють носії англійської мови, які несуть багато позитивного: високі журналістські стандарти, гарне оповідання, першокласна англійська», – сказав Шевченко.

## Персонал
Старшими співробітниками є:
- Дарина Шевченко — головна виконавча директорка[16]
- Ольга Руденко — головна редакторка[4]
- Якуб Парусінський — виконуючий обов'язки фінансового директора[17]
- Захар Процюк — головний операційний директор[18]

Дарина Шевченко має 10-річний досвід роботи медіаменеджеркою, тренеркою та медіаконсультанткою. Після роботи в Kyiv Post спочатку стала виконавчою директоркою Фонду розвитку медіа, а потім очолила відділ журналістських розслідувань на колишньому, ще тоді проукраїнському, телеканалі ZIK. При цьому працювала виконавчим продюсером розслідувального медіа «Слідство.Інфо». Нарешті вона приєдналася до Jnomics Media Consulting як партнер.
Якуб Парусінський — колишній журналіст і медіаменеджер з більш ніж 10-річним досвідом управління проєктами в медіасекторі. Він писав для Financial Times і The Economist, був головним редактором, а потім генеральним директором Kyiv Post з 2013 по 2014 рік. Під його керівництвом Kyiv Post отримав Почесну медаль за видатні журналістські досягнення від Школи журналістики Міссурі. Здобувши ступінь магістра бізнес-адміністрування в INSEAD, з 2015 по 2018 рік працював у McKinsey з представниками банківської, фармацевтичної, будівельної та телекомунікаційної індустрії, а також з державним сектором. Основними напрямками уваги були проєкти в галузі цифрової стратегії, розширеної аналітики та управління змінами. Він є головним редактором TheFix і очолює раду Фонду розвитку медіа (MDF). MDF проводить одну з найбільших програм стажування для молодих журналістів у Європі, а також акселераторські програми підтримки ЗМІ ЦСЄ. Він також є керуючим партнером Jnomics Media, «яка допомагає ЗМІ в регіоні Центральної та Східної Європи будувати стійкі операційні моделі та виступає радником кількох стартапів у секторі комунікацій».

## Висвітлення російсько-української війни
The Kyiv Independent здобув світову популярність після початку повномасштабного російського вторгнення в Україну 2022 року під час російсько-української війни. Після вторгнення кількість підписників у Twitter збільшилася більш ніж на мільйон, а в Facebook, Instagram і Telegram на тисячі. Через напад Російської Федерації на Київ більшість співробітників газети виїхала з міркувань безпеки; троє ветеранів війни залишилися.
1 березня 2022 року Урсула фон дер Ляєн процитувала редакційну статтю The Kyiv Independent у своєму виступі на пленарному засіданні Європейського парламенту про агресію Російської Федерації проти України.